# Jaime de São Jorge
O mestre Jaime de São Jorge (1230 - 1309), também conhecido como Mestre Jaime de Sabóia e Maitre Jacques de Saint-Georges d'Espéranche, foi um arquiteto de Sabóia, descrito pelo historiador Marc Morris como "um dos maiores arquitetos da Idade Média européia". Ele foi responsável por conceber os castelos do rei Eduardo I no norte do País de Gales listados na UNESCO.

## Galeria

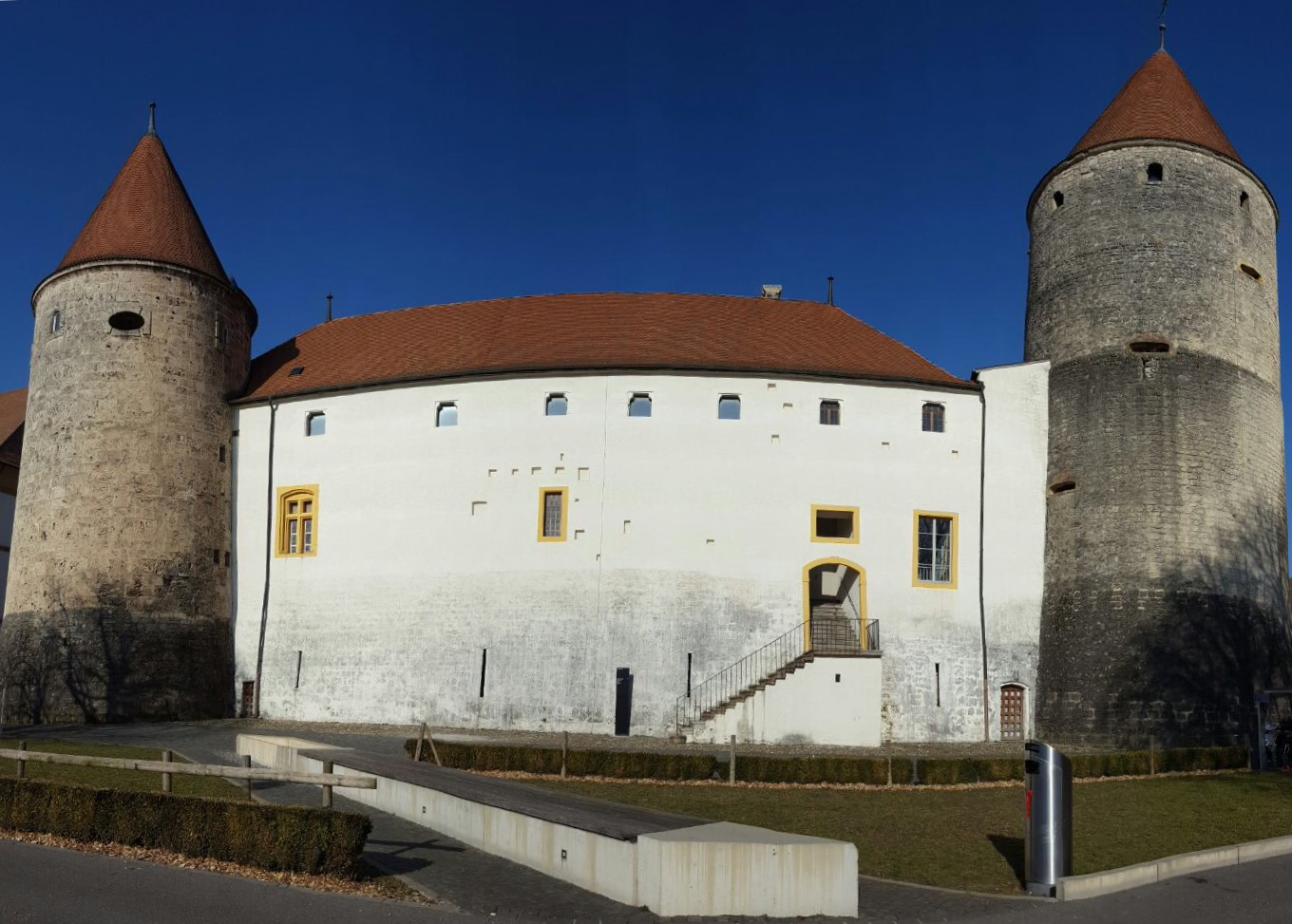
Castelo de Yverdon
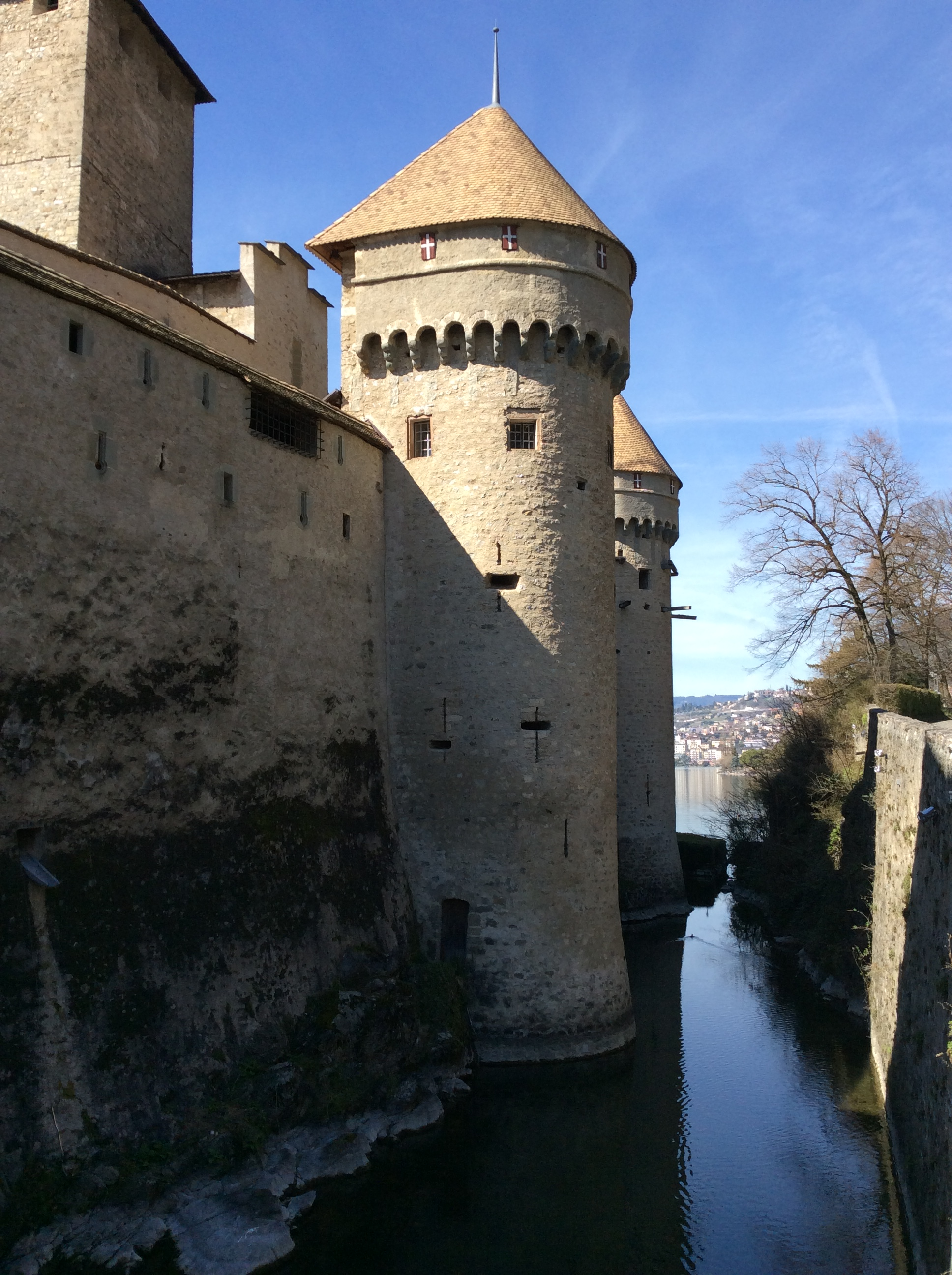
Castelo de Chillon
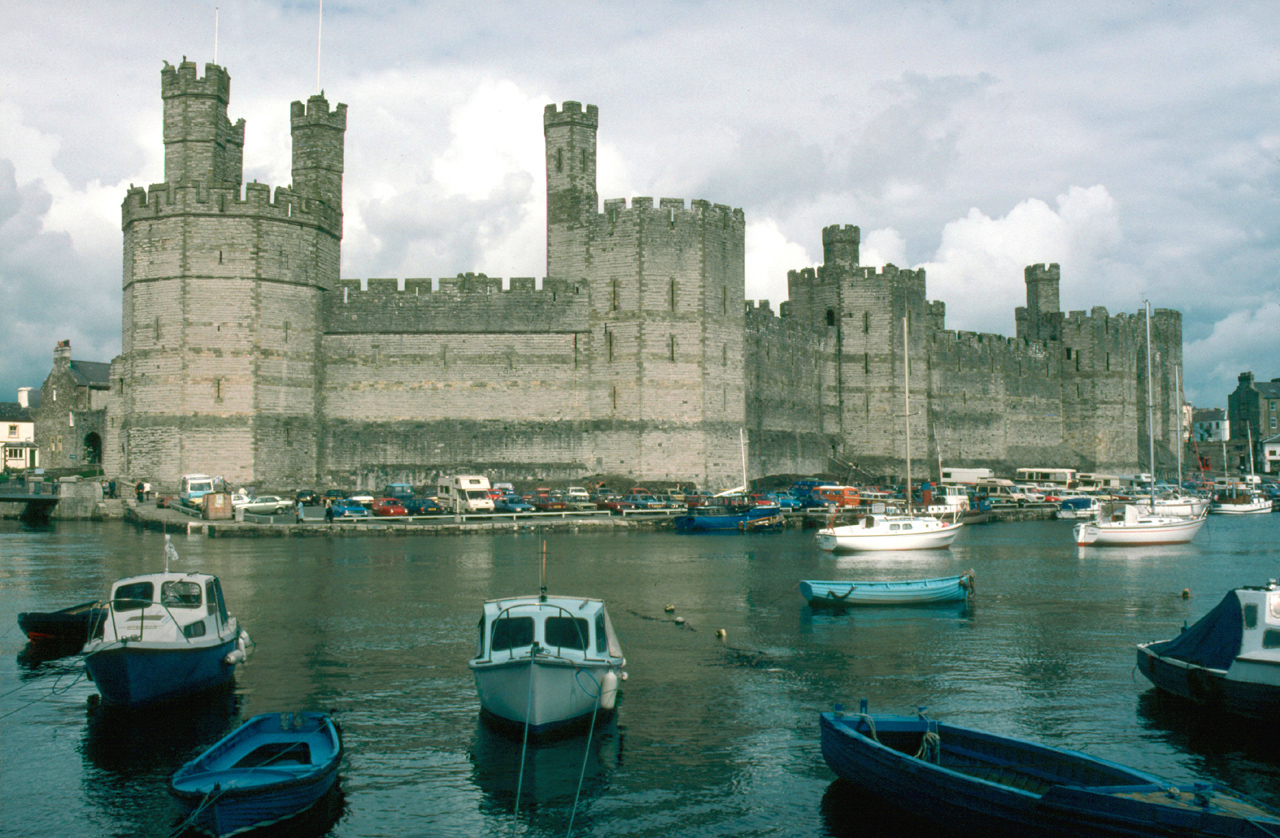
Porção inteiramente intacta do castelo de Caernarfon, visto do mar
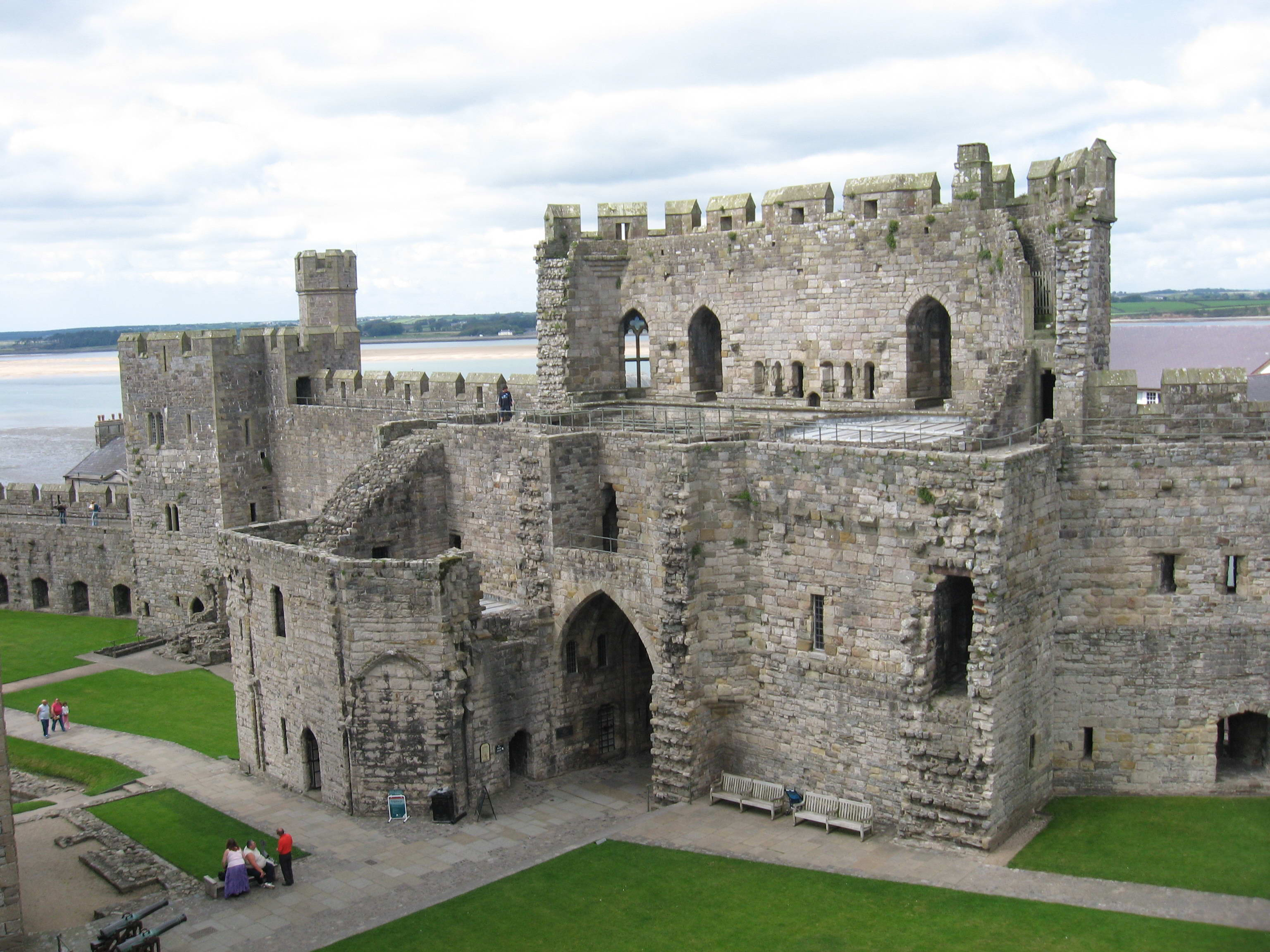
King's Gate, Castelo de Caernarfon
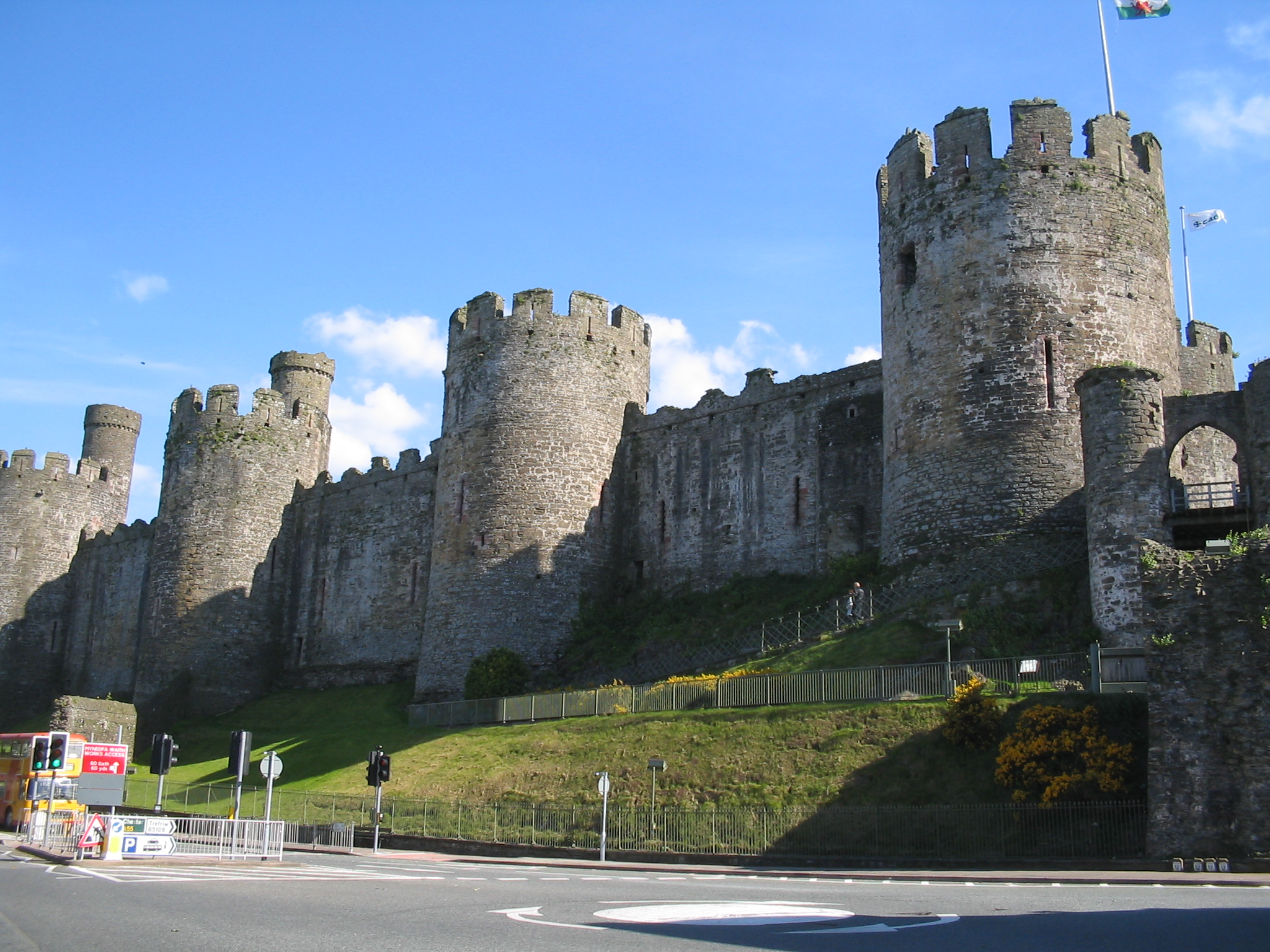
Conwy Castle
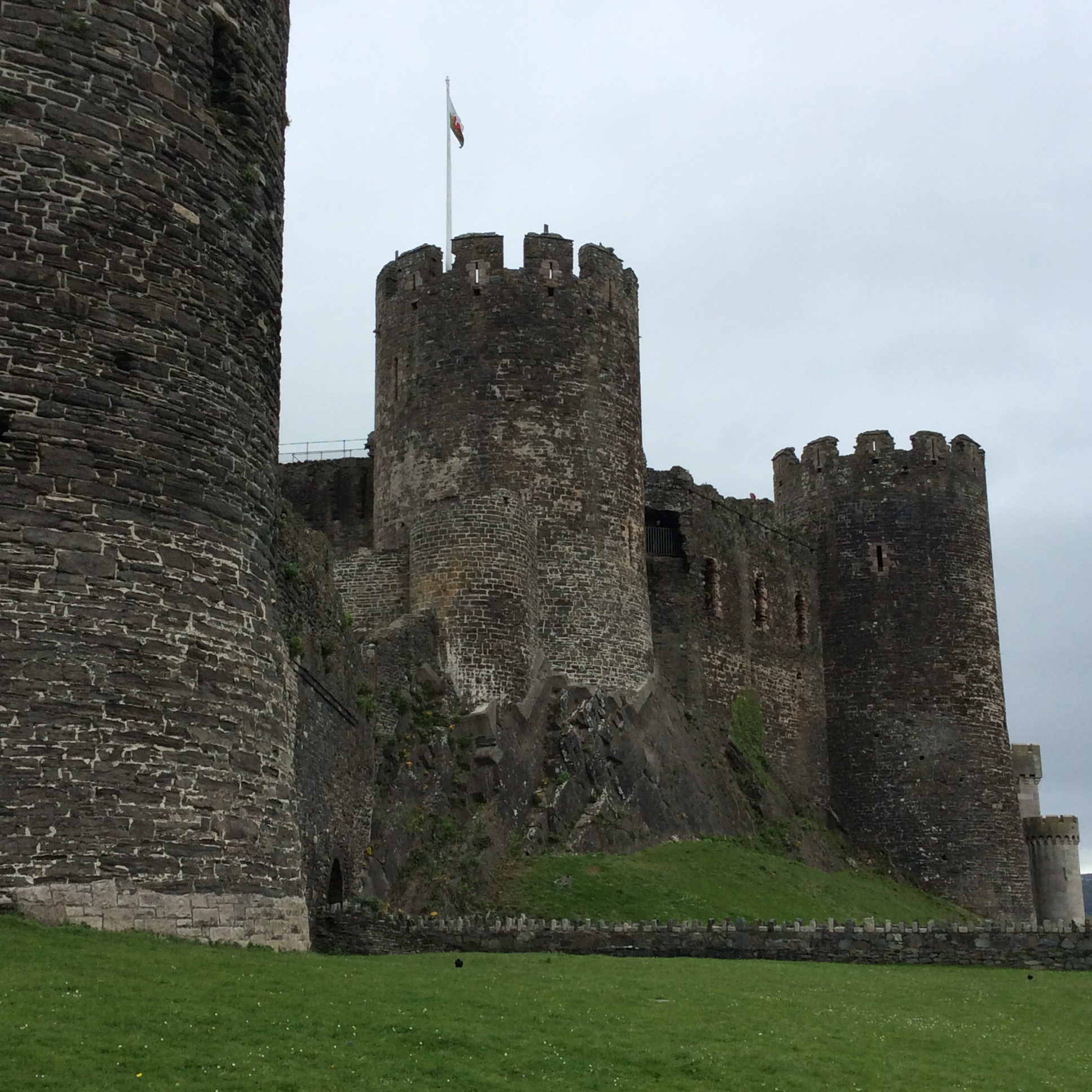
Muralhas do Castelo de Conwy
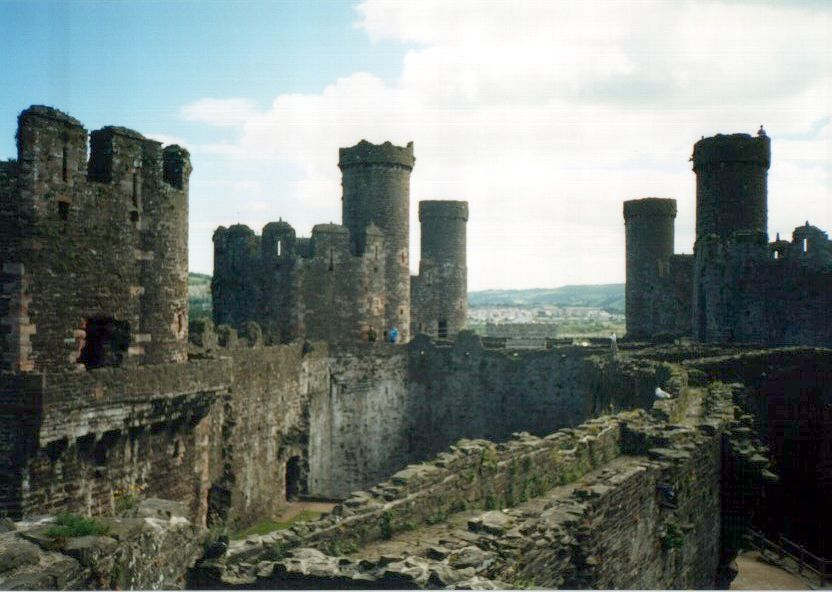
Castelo de Conwy
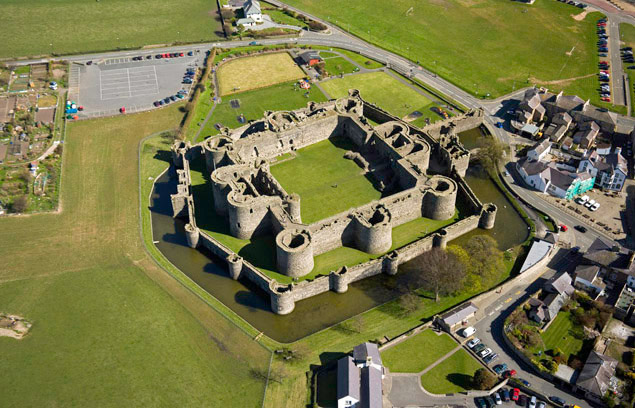
Castelo de Beaumaris
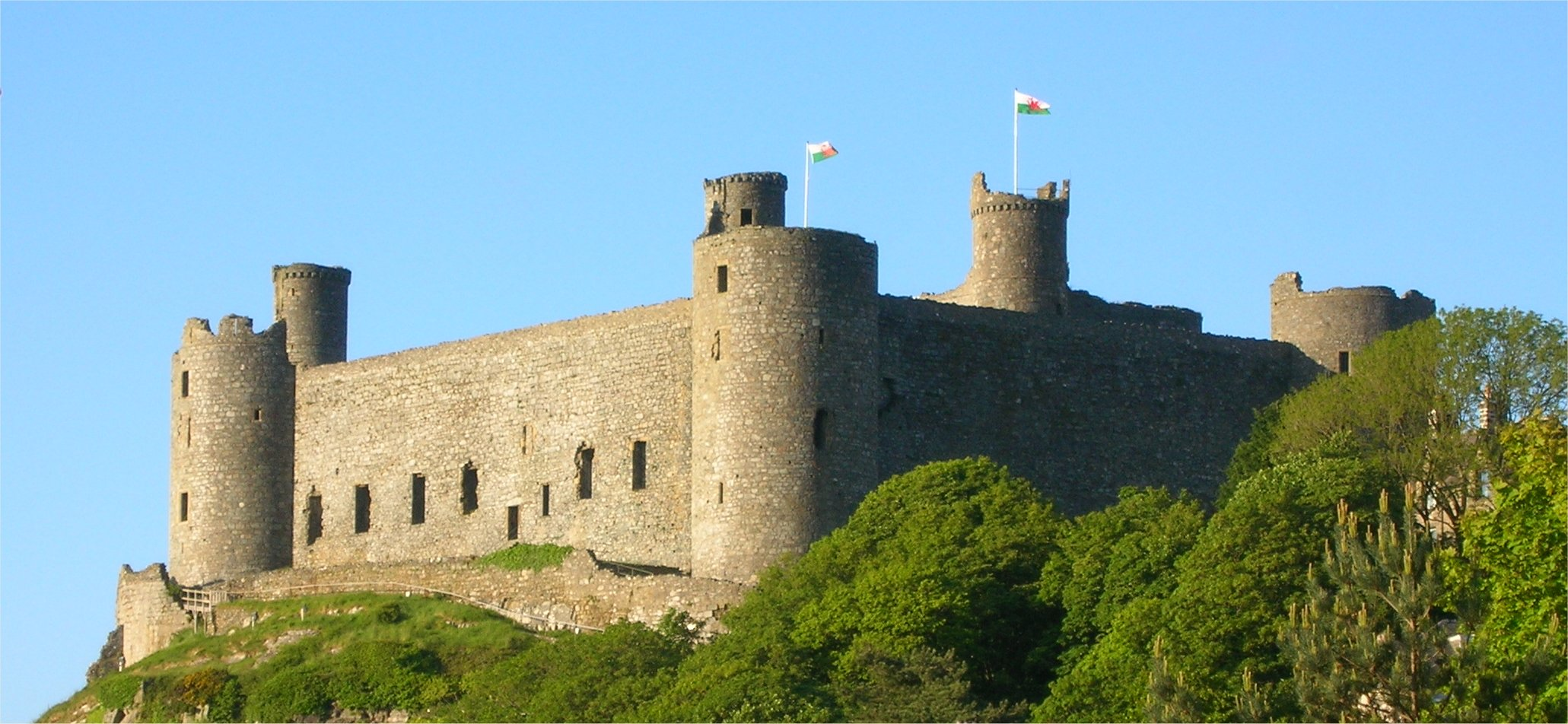
Castelo de Harlech
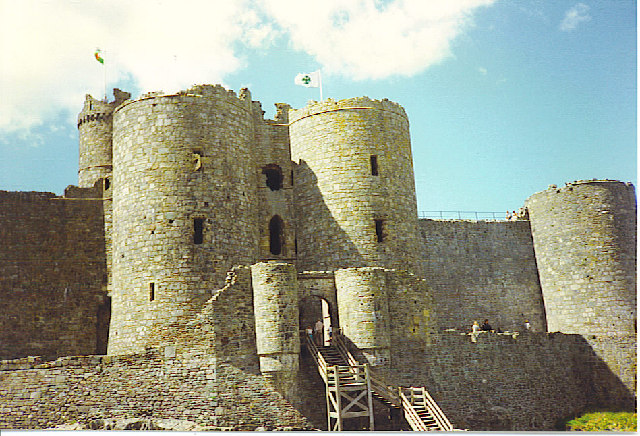
Gate house, Castelo de Harlech
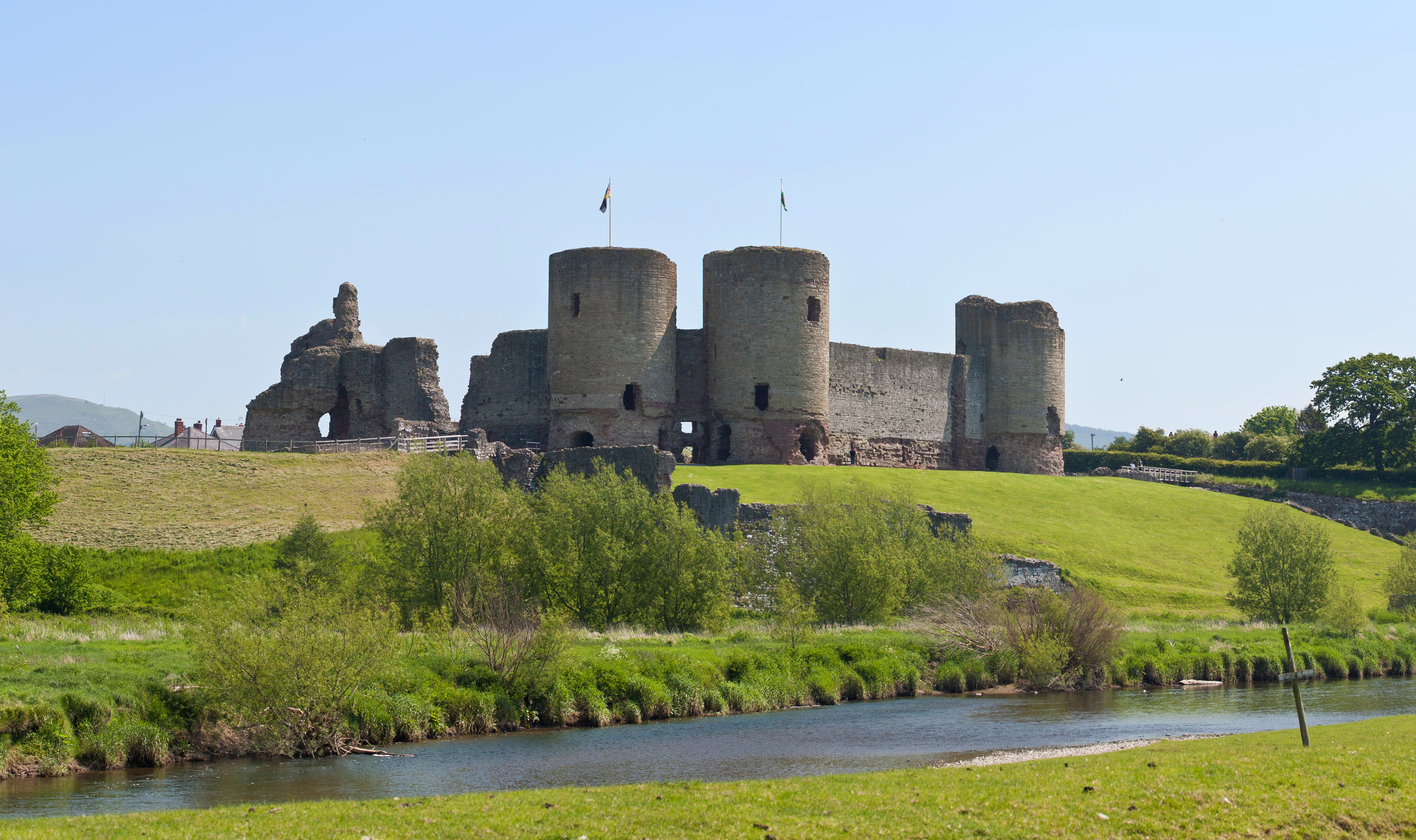
Castelo de Rhuddlan
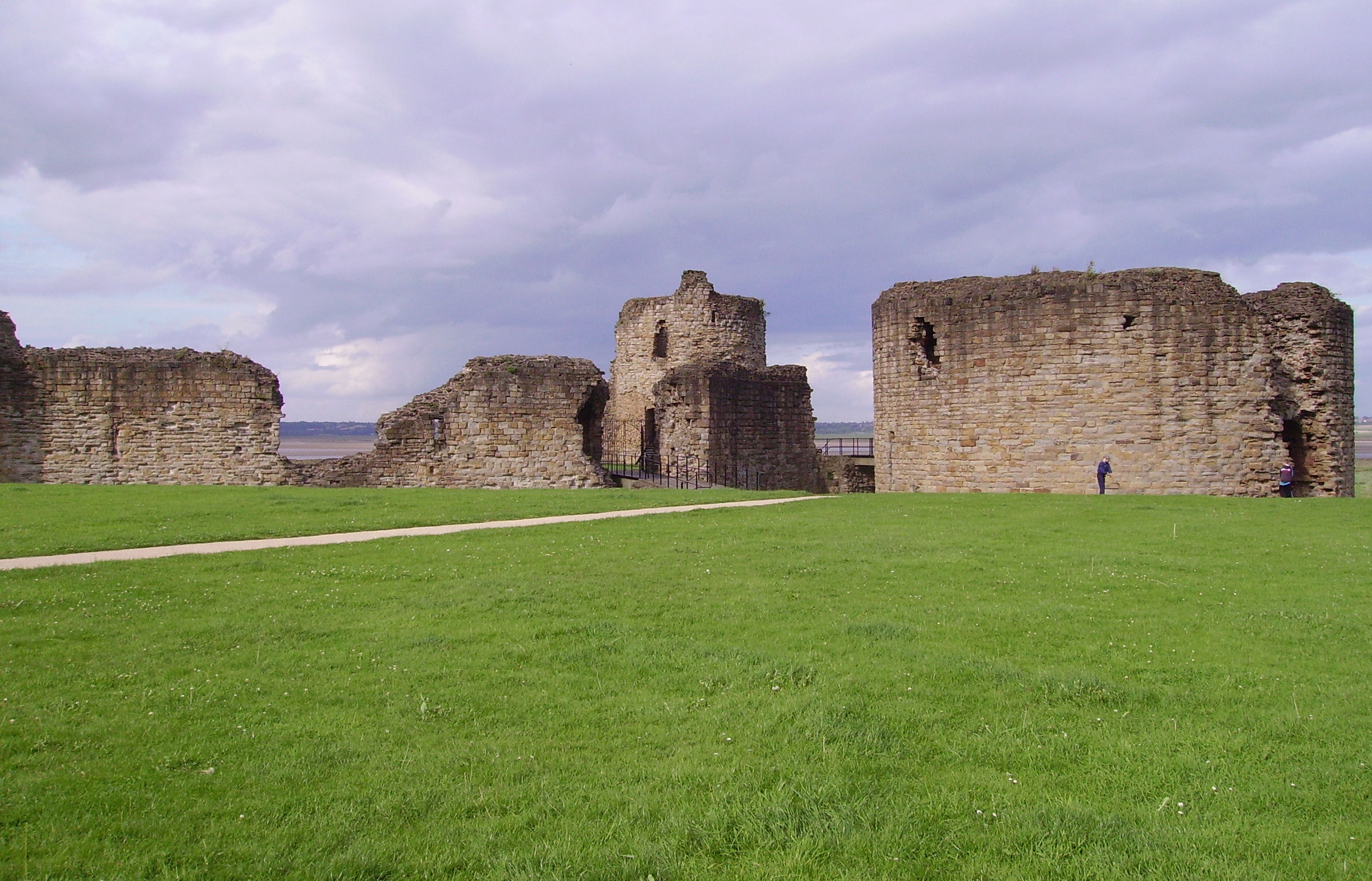
Castelo de Flint